# GTR (アルバム)
『GTR』は、イギリスのロックバンド、GTRのファースト・アルバムである。

## 解説
エイジア脱退後のスティーヴ・ハウが、元ジェネシスのスティーヴ・ハケットと出会ったことによって生まれたバンド「GTR」の最初にして最後のアルバムである。
このアルバムはプログレッシブ・ロック通過後のメロディアス・ロック路線の曲が大半を占めているが、ハウによるインスト曲（4）、ハケットによるインスト曲（9）もあり、それぞれが在籍していたイエス、ジェネシスを彷彿させるような個性的な仕上がりにもなっている。
当時、このアルバムはメンバーの知名度の高さゆえに、そのギャップで評価が低かったが、現在では評価が高まっている。
ファースト・シングルとなった「ハート・マインド」はアメリカのBillboard Hot 100で14位にランクインしたが、セカンド・シングルとなった「ハンター」はBillboard Hot 100では85位と振るわなかった。
また、「ハンター」はジェフ・ダウンズの作った曲で、ジョン・ペイン在籍時のエイジアにも提供された。

## 収録曲
1. ハート・マインド - "When The Heart Rules The Mind" (Hackett/Howe) - 5:30
2. ハンター - "The Hunter" (Downes) - 4:58
3. ヒア・アイ・ウェイト - "Here I Wait" (Hackett/Howe) - 4:57
4. スケッチ・イン・ザ・サン - "Sketches In The Sun" (Howe) - 2:33
5. ジキルとハイド - "Jekyll And Hyde" (Hackett/Howe/Bacon) - 4:44
6. ゲット・スルー - "You Can  Still Get Through" (Hackett/Howe) - 4:58
7. リーチ・アウト - "Reach Out (Never Say No)" (Hackett/Howe/Spalding) - 4:06
8. トー・ザ・ライン - "Toe The Line" (Hackett/Howe) - 4:30
9. ハケット・トゥ・ビッツ - "Hackett To Bits" (Hackett) - 2:10
10. イマジニング - "Imagining" (Hackett/Howe/Mover) - 5:53

## メンバー
- スティーヴ・ハウ (Steve Howe) - ギター、シンセサイザー、バック・ボーカル
- スティーヴ・ハケット (Steve Hackett) - ギター、シンセサイザー、バック・ボーカル
- マックス・ベーコン (Max Bacon) - リード・ボーカル
- フィル・スポルディング (Phil Spalding) - ベース、バック・ボーカル
- ジョナサン・ムーヴァー (Jonathan Mover) - ドラム、パーカッション